# Trailblazer (lanceur)
Pour les articles homonymes, voir Trailblazer.
Trailblazer est le nom d'une famille de lanceurs américains à propulsion solide et à étages multiples utilisés entre 1959 et 1973 pour la recherche sur la rentrée atmosphérique. Deux lanceurs différents ont été utilisés au centre d'essais en vol de Wallops sur l'île de Wallops dans le comté d'Accomack en Virginie. Les essais ont été effectués pour le compte du centre de recherche Langley de la NASA situé près de Hampton en Virginie.
Concurremment ces essais ont utilisé un lanceur Nike-Cajun.

## Lanceurs
| Nom           | longueur (m) | diamètre (m) | masse (kg) | poussée (kN) |
| ------------- | ------------ | ------------ | ---------- | ------------ |
| Trailblazer 1 | 17,1         | 1,58         | 3400       | 365          |
| Trailblazer 2 | 15,7         | 0,79         | 6100       | 547          |

### Trailblazer 1

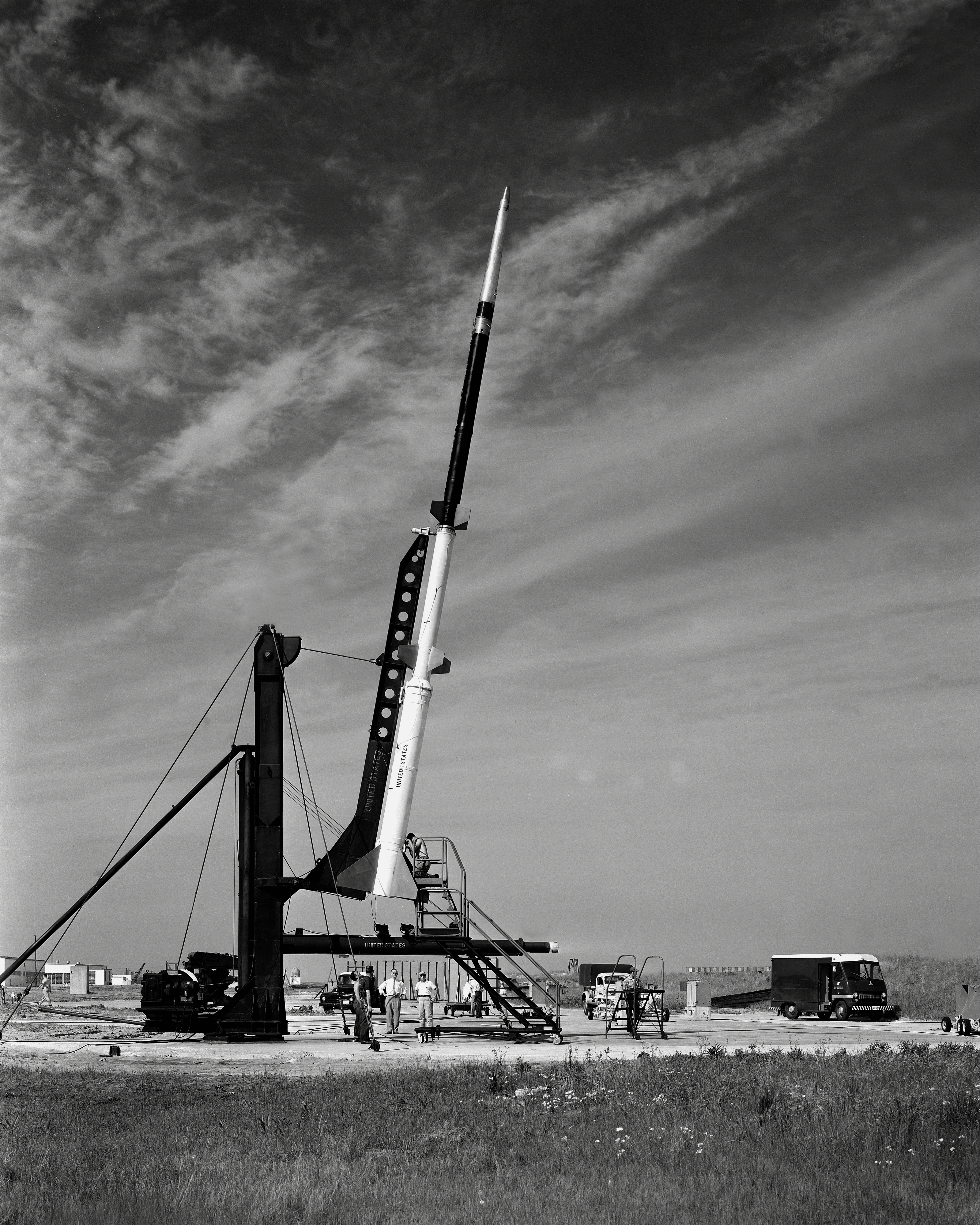
Trailblazer-1B sur le pas de tir, 4 juin 1959

Le véhicule comporte six étages : TX-77, M-6, M5E1, Cygnus 5, T-40 et T-55. Les trois premiers emmènent l'ensemble des étages supérieurs à l'apogée de 260 à 280 km, propulsant la charge utile (une sphère de 13 cm) dans l'atmosphère terrestre à vitesse élevée. À chaque essai, un matériau différent a été utilisé permettant l'observation du spectre et de la luminance des « météorites » artificielles ainsi créées. Lors de la mission 1G, une sphère en acier de 5,8 g a été utilisée comme charge utile. Elle a été propulsée dans l'atmosphère à une vitesse de rentrée de 6 km/s par un septième étage, permettant d'obtenir une référence pour les essais ultérieurs.

### Trailblazer 2

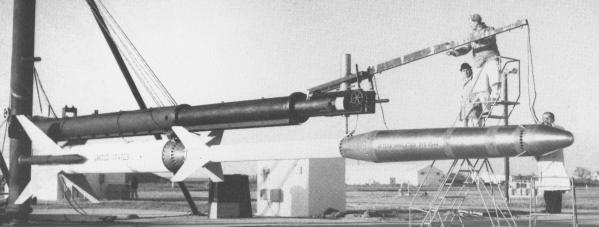
Trailblazer 2.

Du fait de sa taille plus importante Trailblazer 2 peut contenir une instrumentation de mesure et de télémétrie. Son apogée est d'environ 300 km et sa charge utile de 18 kg. Ses étages sont Altair 1, Cygnus 15, TX-77, 1.5KS35000 et Castor 1. Comme Trailblazer 1 le lanceur a réalisé des expériences sur des météorites artificielles. Il utilisait des billes d'acier de 0,7 à 0,8 g lancées à 6,1 km/s.